# Santiago Arias Fierro
Santiago Daniel Arias Fierro (Montevideo, 19 de junio de 1995) es un futbolista uruguayo. Juega como mediocentro y su equipo actual es Cienciano de la Liga 1 del Perú

## Trayectoria
Debutó en Boston River el año 2016.
Luego de no tener continuidad en el equipo, a inicios del 2018 fue cedido al Juventud Las Piedras de la Segunda División del mismo país, siendo titular indiscutible en 24 partidos y anotando 1 gol.
A fines de ese año regresó de la cesión, esta vez tuvo continuidad en el equipo las siguientes 2 temporadas. En total jugó 45 partidos con el Verdirrojo
En el 2021 jugó con Club Atlético Progreso.
El 10 de diciembre de 2021 fue confirmado como nuevo jugador del Alianza Atlético de Sullana de cara a la temporada 2022. 

## Estadísticas

### Clubes
| Club                    | Div.          | Temporada     | Liga  | Liga  | Copas nacionales | Copas nacionales | Torneos internacionales | Torneos internacionales | Total | Total |
| Club                    | Div.          | Temporada     | Part. | Goles | Part.            | Goles            | Part.                   | Goles                   | Part. | Goles |
| ----------------------- | ------------- | ------------- | ----- | ----- | ---------------- | ---------------- | ----------------------- | ----------------------- | ----- | ----- |
| Boston River · Uruguay  | 1.ª           | 2016          | —     | —     | 1                | 0                | —                       | —                       | 1     | 0     |
| Boston River · Uruguay  | 1.ª           | 2017          | 6     | 0     | —                | —                | —                       | —                       | 6     | 0     |
| Juventud · Uruguay      | 2.ª           | 2018          | 24    | 1     | —                | —                | —                       | —                       | 24    | 1     |
| Juventud · Uruguay      | Total club    | Total club    | 24    | 1     | 0                | 0                | 0                       | 0                       | 24    | 1     |
| Boston River · Uruguay  | 1.ª           | 2019          | 15    | 0     | 5                | 0                | —                       | —                       | 20    | 0     |
| Boston River · Uruguay  | 1.ª           | 2020          | 18    | 0     | —                | —                | —                       | —                       | 18    | 0     |
| Boston River · Uruguay  | Total club    | Total club    | 39    | 0     | 6                | 0                | 0                       | 0                       | 45    | 0     |
| Progreso · Uruguay      | 1.ª           | 2021          | 19    | 0     | —                | —                | —                       | —                       | 19    | 0     |
| Progreso · Uruguay      | Total club    | Total club    | 19    | 0     | 0                | 0                | 0                       | 0                       | 19    | 0     |
| Alianza Atlético · Perú | 1.ª           | 2022          | 31    | 2     | —                | —                | —                       | —                       | 31    | 2     |
| Alianza Atlético · Perú | 1.ª           | 2023          | 32    | 2     | —                | —                | —                       | —                       | 32    | 2     |
| Alianza Atlético · Perú | Total club    | Total club    | 63    | 4     | 0                | 0                | 0                       | 0                       | 63    | 4     |
| Total carrera           | Total carrera | Total carrera | 145   | 5     | 6                | 0                | 0                       | 0                       | 151   | 5     |
| 1. 2. 3.                |               |               |       |       |                  |                  |                         |                         |       |       |